# Hadena semiconfluens
Hadena semiconfluens är en fjärilsart som beskrevs av Barend J. Lempke 1940. Hadena semiconfluens ingår i släktet Hadena och familjen nattflyn. Inga underarter finns listade i Catalogue of Life.